# Alcelaphinae
Alcelaphinae era uma subfamília de bovídeos que incluía os gnus, gondongas, caamas e outras espécies que vivem na África. Foi descrita por Victor Alexander Brooke em 1876.
Atualmente, não é mais considerada uma subfamília válida e se tornou a tribo Alcelaphini, dentro da subfamília Antilopinae.